# Pukekohe Park Raceway

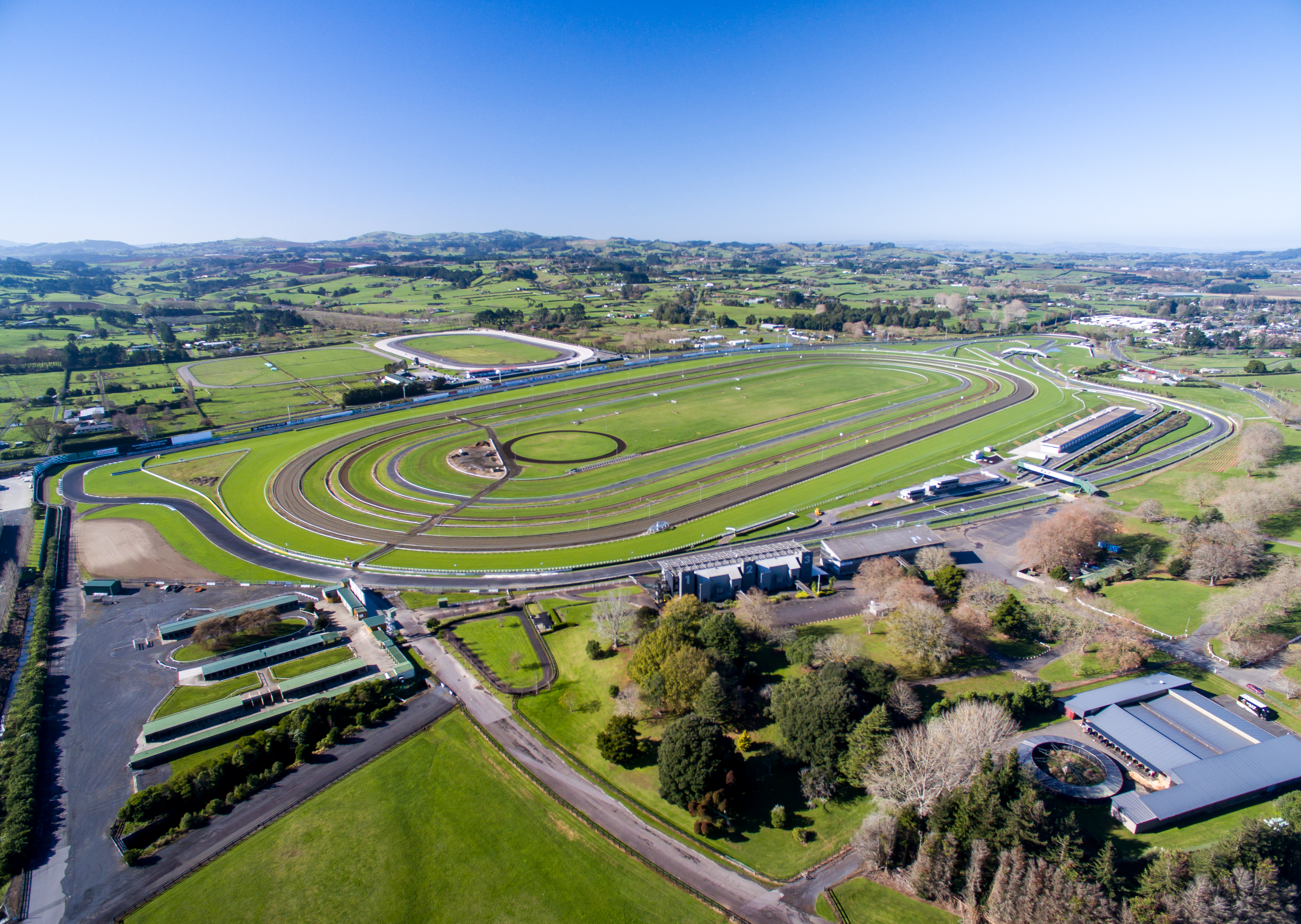
Pukekohe Park in 2016

De Pukekohe Park Raceway is een racecircuit in Nieuw-Zeeland. Het circuit is geopend in 1963. Het circuit is gelegen om een paardebaan. Van 2001 tot 2007 hield het circuit een race van het V8 Supercars kampioenschap. In 2022 staat het evenement weer op het programma van Repco Supercars als Auckland Super Sprint. Dit evenement wordt gehouden van 9 tot en met 11 September en omvat 3 races.